# Häresie von Orléans

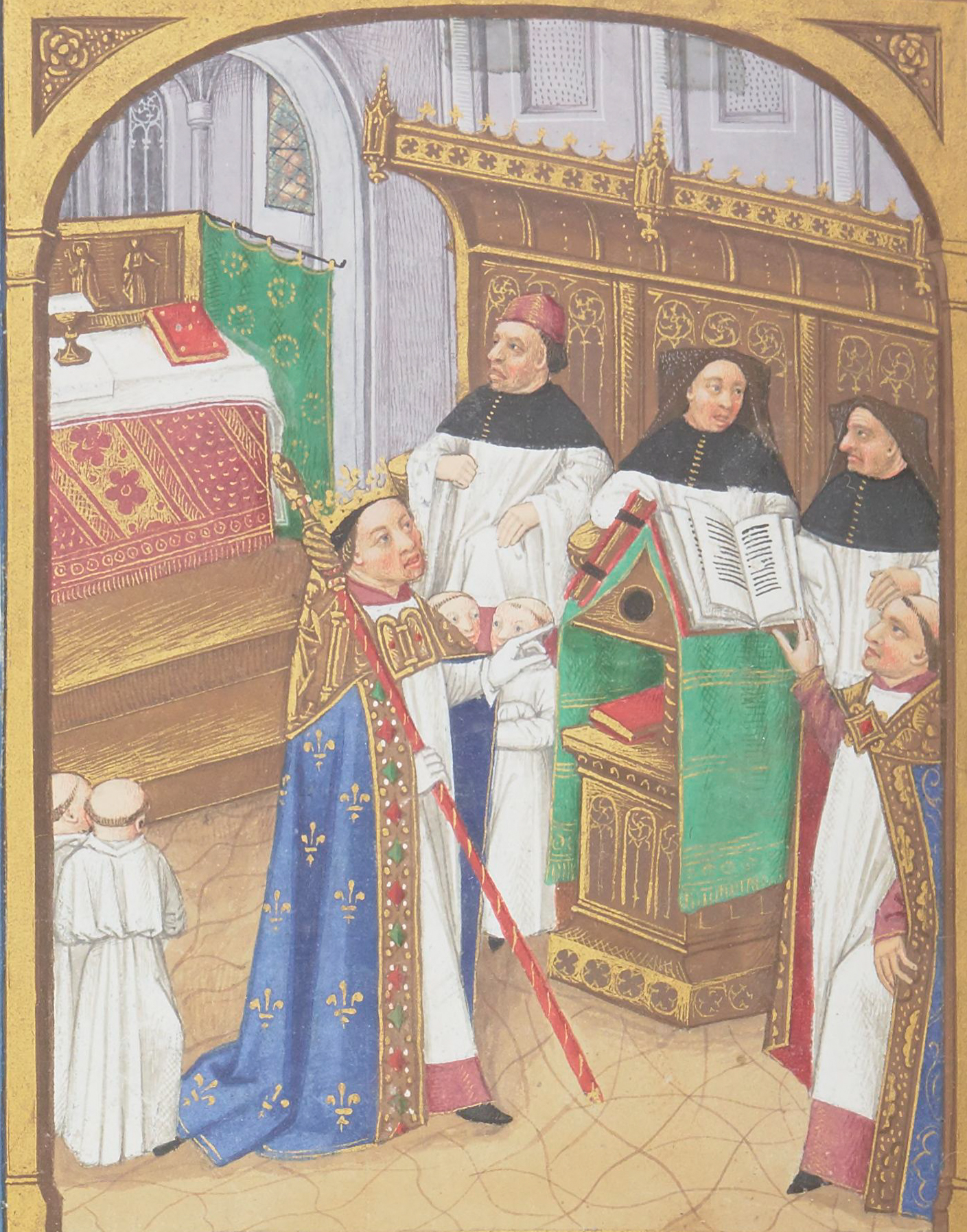
Robert II. beim Gottesdienst in der Kathedrale von Orléans. Robinet Testard, Grandes Chroniques de France, um 1471, Paris, Bibliothèque nationale de France, Fr.2609, f.144v.

Die Häresie von Orléans war eine Häresie, von der in mehreren Texten und Chroniken des 11. Jahrhunderts berichtet wird. Im Jahr 1022 wurden auf Befehl des Kapetinger-Königs Robert II. etwa zwölf hohe Gelehrte aus dem Umfeld der Königin Konstanze von Arles als Häretiker verbrannt, darunter die Kanoniker der Kathedrale von Orléans. Es handelt sich um die erste bekannte Verbrennung des christlichen Mittelalters. Sowohl von der Härte der Strafe als auch vom Bildungsgrad der Angeklagten her war die Affäre von Orléans, die auch als „Gelehrten-Häresie“ in die Geschichtsbücher eingegangen ist, ein einmaliger Vorgang, der sich während des sogenannten „häretischen Frühlings“ im 11. Jahrhundert ereignete.
Die Lehre der Häretiker von Orléans, die man ohne großen Erfolg versucht hat, mit den vorhergehenden und nachfolgenden Häresien in Beziehung zu setzen, stellte die Rolle des Gnadenaktes und den Verkauf von kirchlichen Sakramenten in Frage; sie bevorzugte eine innere spirituelle Suche, begleitet von einem strengen Asketismus. Die Häretiker zweifelten die Autorität der Bischöfe an, deren Laieninvestitur immer weniger toleriert wurde, vor allem im Rahmen einer kirchlichen Reformbewegung, die in der mittelalterlichen Gesellschaft eine breite Zustimmung fand. Von ihrer Radikalität her gingen die geforderten theologischen Neuerungen jedoch weit über die Modernisierung der Kirche hinaus und implizierten eine tiefgreifende Veränderung der sozialen Ordnung des mittelalterlichen christlichen Abendlandes. Aus diesem Grunde bemühten sich die weltlichen und kirchlichen Amtsträger durch eine exemplarische Verurteilung und Strafe, die Abweichler mit aller Schärfe zu stigmatisieren.
Andererseits muss man die Häresie von Orléans im Kontext eines politischen Streites sehen, der sich zwischen König Robert II. und dem Grafen von Blois Odo II. abspielte: Obwohl Orléans zur Domaine royal gehörte und wichtige königliche Residenz war, scheuten sich seine benachbarten Machthaber, die Grafen von Blois, nicht davor, Einfluss auf das Orléaner Bischofsamt zu nehmen. Ihr Kandidat Odolric de Broyes, ein Verwandter des Hauses Blois, konnte sich im Jahre 1022 erfolgreich gegen den bisherigen und vom König favorisierten Bischof Dietrich II. von Orléans durchsetzen. Dieser wurde in einer vom König selbst einberufenen Synode zur Absetzung gezwungen, da er der Königin und den Häretikern nahestand. 